# Pseudochirops cupreus
Il coda ad anello rossastro (Pseudochirops cupreus Thomas, 1897) è un marsupiale arboricolo della famiglia degli Pseudocheiridi.

## Descrizione
Il coda ad anello rossastro ha una lunghezza testa-corpo di circa 425 mm e una coda di circa 330 mm. Il peso si aggira sui 1200-2000 g. Rispetto al coda ad anello di d'Albertis (P. albertisii), ha dimensioni decisamente maggiori. La colorazione generale è di un rame scuro uniforme, molto simile a quella del coda ad anello coronato (P. coronatus). Presenta una striscia dorsale distinta, seppur non ben delineata, che non si spinge fino alla sommità del capo. La parte marginale dell'interno delle orecchie, così come tutta la loro superficie esterna, è ricoperta da folti peli, tra i quali spiccano alcune setole più lunghe di colore nero, in numero minore e più corte che in P. albertisii. La regione inferiore presenta macchie irregolari di colore bianco sul petto e sulla regione inguinale, mentre l'addome è color grigio chiaro. La parte inferiore degli arti è più scura e mani e piedi sono di colore nero. La base della coda è ricoperta da una pelliccia molto spessa, dello stesso colore del corpo, ma nella parte terminale, quella glabra inferiormente, presenta solamente una scarsa peluria sulla parte superiore, che diventa praticamente glabra all'estremità. I peli presenti su questa parte terminale sono neri. La parte glabra è ricoperta da pieghe e grinze.

## Biologia
La specie vive nelle foreste primarie di montagna e d'altopiano, ma è presente anche nelle praterie subalpine e, talvolta, nelle foreste secondarie e ai margini dei giardini rurali. Le femmine danno alla luce un unico piccolo.

## Distribuzione e habitat
Il coda ad anello rossastro vive nelle foreste pluviali tropicali che ricoprono la Cordigliera Centrale della Nuova Guinea (Indonesia e Papua Nuova Guinea). È stato avvistato tra 1500 e 3996 m di altitudine.